# Conlie
Conlie je francouzská obec v departementu Sarthe v regionu Pays de la Loire. V roce 2009 zde žilo 1 844 obyvatel. Je centrem kantonu Conlie.